# Tommy Clufetos
Tommy Clufetos (Detroit, Michigan, 1979. december 30. –) amerikai dobos. Dobolt Ted Nugent Craveman és Love Grenade című albumain. Ezután Alice Cooper kísérőzenekarának volt a dobosa, és játszott a Dirty Diamonds albumon 2005-ben. 2005 óta Rob Zombie-nál és John 5 szólólemezein dobolt, jelenleg Ozzy Osbourne együttesében  és a Black Sabbathban játszik.

## Diszkográfia

### Alice Cooper
- 2005: Dirty Diamonds

### Ted Nugent
- 2002: Craveman
- 2008: Love Grenade

### Lesley Roy
- 2008: Unbeautiful

### Rob Zombie
- 2006: Educated Horses
- 2007: Zombie Live
- 2010: Hellbilly Deluxe 2

### John 5
- 2007: The Devil Knows My Name
- 2008: Requiem
- 2009: Remixploitation
- 2010: The Art of Malice

### Ozzy Osbourne
- 2010: Scream

### DVD-k
- 1999: Rock n' Roll Greats - In Concert - Mitch Ryder & the Detroit Wheels
- 2001: Full Bluntal Nugity - Ted Nugent
- 2006: "Ozzfest: 10th Anniversary" - Rob Zombie
- 2008: Behind The Player: John 5 (oktató DVD)[1]
- 2008: Behind The Player: Tommy Clufetos (oktató DVD)[2]
- 2010: Behind The Player: Ace Frehley (oktató DVD), a "Shock Me" című dalban